# Kenny Shiels

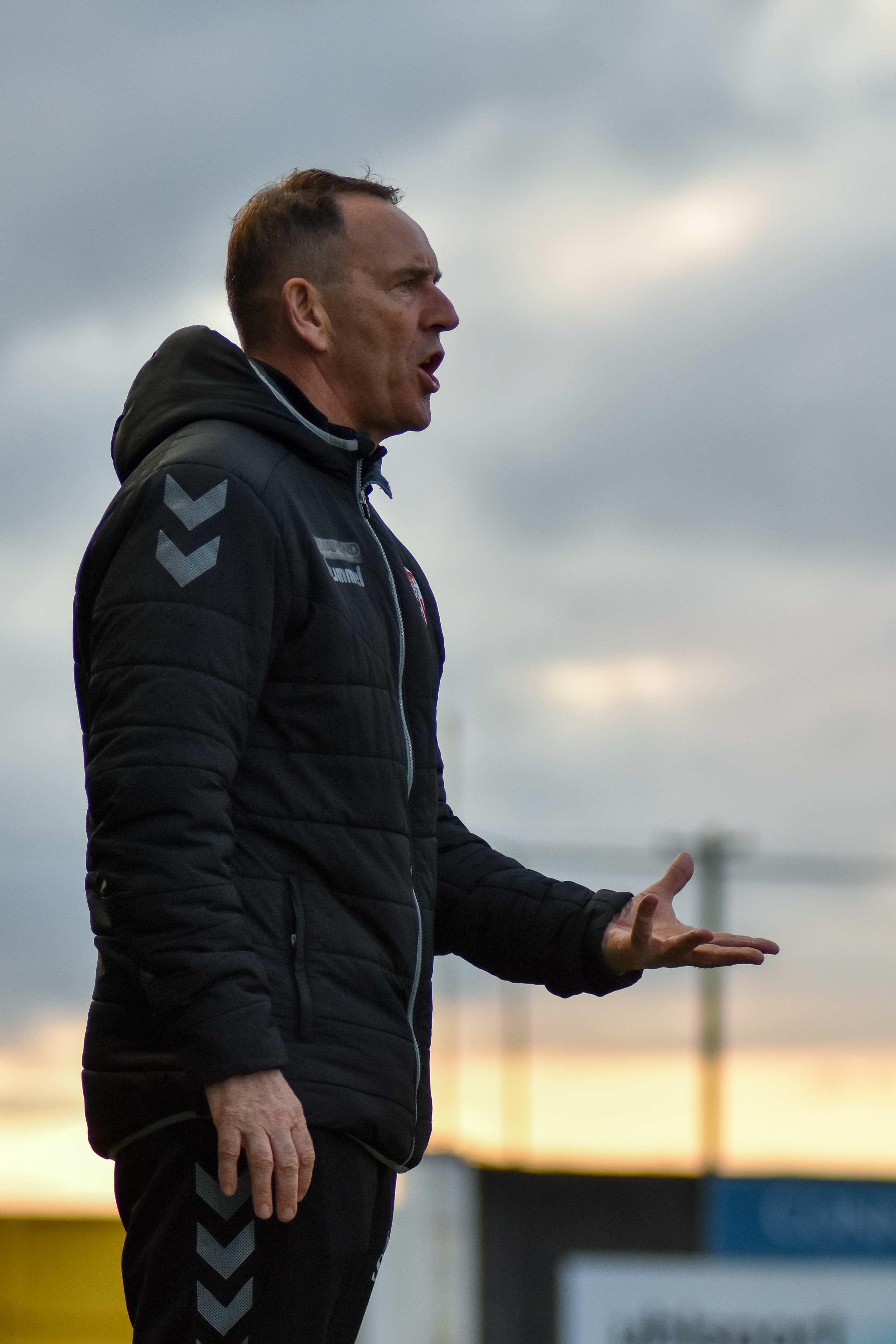
Kenny Shiels in 2017

Kenny Shiels (Magheralfelt, 27 april 1956) is een Noord-Iers voetbalcoach en voormalig betaald voetballer. Hij speelde voor Tobermore United, Coleraine, Distillery, Larne, Ballymena United, Harland & Wolff Welders en Carrick Rangers.